# کلمنت کامر کلی
کلمنت کامر کلی (به انگلیسی: Clement Comer Clay) سناتور سابق عضو حزب دموکرات ایالات متحده آمریکا بود. وی در سال ۱۸۳۷ تا ۱۸۴۱ میلادی سناتور ایالت آلاباما در سنای ایالات متحده آمریکا بود.